# فیلیس دالتون
فیلیس دالتون (انگلیسی: Phyllis Dalton؛ زادهٔ ۱۶ اکتبر ۱۹۲۵) طراح لباس اهل بریتانیا است.
وی بابت کارهایش، علاوه بر ۱ جایزه تونی و ۱ جایزهٔ بفتا، ۲ مرتبه نیز در سی و نهمین دوره جوایز اسکار و شصت و دومین دوره جوایز اسکار، برندهٔ جایزه اسکار بهترین طراحی لباس شده است.
او ۳ مرتبهٔ دیگر، نامزدِ دریافتِ جایزهٔ بفتا و یک‌بار نیز در چهل و یکمین دوره جوایز اسکار، نامزدِ دریافتِ جایزه اسکار برای طراحیِ لباسِ فیلمِ الیور! شده بود.
از میان ستارگانی که لباس‌های طراحی‌شدهٔ او را بر تن کردند، می‌توان به الیزابت تیلور، جولی کریستی، کیم نواک، مگی اسمیت، اما تامسون، پیتر اوتول، ریچارد تاد، رابین ویلیامز، کیانو ریوز، دنزل واشنگتن و مایکل پیلین اشاره کرد.

## گزیدهٔ فیلم‌شناسی
- هیاهوی بسیار برای هیچ (۱۹۹۳)
- مرگ دوباره (۱۹۹۱)
- هنری پنجم (۱۹۸۹)
- عروس شاهزاده (۱۹۸۷)
- آینه ترک برداشته (۱۹۸۰)
- رسالت (۱۹۷۶)
- مزدور (۱۹۷۳)
- الیور! (۱۹۶۸)
- دکتر ژیواگو (۱۹۶۵)
- لرد جیم (۱۹۶۵)
- لورنس عربستان (۱۹۶۲)
- دنیای سوزی وانگ (۱۹۶۰)
- مأمور ما در هاوانا (۱۹۵۹)
- جان پل جونز (۱۹۵۹)
- مرد تاریکی (۱۹۵۱)